# The Polyfuze Method
The Polyfuze Method é o segundo álbum de estúdio do cantor Kid Rock, lançado em 1993.

## Faixas
1. "Fred" – 0:25
2. "Killin' Brain Cells" – 3:55
3. "Prodigal Son" - 5:18
4. "The Cramper" - 4:12
5. "Three Sheets to the Wind" – 4:43
6. "Fuck You Blind" – 3:55
7. "Desperate-Rado" – 4:25
8. "Back From the Dead" – 4:43
9. "My Oedipus Complex" - 5:35
10. "Balls in Your Mouth" - 3:48
11. "Trippin' With Dick Vitale" – 4:07
12. "TV Dinner" – 0:47
13. "Pancake Breakfast" – 3:02
14. "Blow Me" – 2:31
15. "In So Deep" – 1:59
16. "U Don't Know Me" – 5:25